# Капелль, Жан
Жан Капе́лль (фр. Jean Capelle; 26 октября 1913, Льеж, Валлония — 20 февраля 1977, Льеж, Валлония) — бельгийский футболист, играл на позиции полузащитника. Участник двух довоенных чемпионатов мира (1934, 1938).

## Биография

### Клубная карьера
В течение всей карьеры, насчитывающей 15 сезонов, Капелль играл за льежский «Стандард». Всего в общей сложности он сыграл за эту команду в чемпионате Бельгии 246 матчей. Всего в общей сложности он сыграл 285 матчей и забил 245 голов. Он является лучшим бомбардиром «Стандарда» за всю историю клуба.

### Карьера в сборной
Дебютировал в сборной Бельгии 29 марта 1931 года в товарищеском матче со сборной Нидерландов — Бельгия проиграла тот матч 2:3.
В составе сборной Бельгии был участником двух довоенных чемпионатов мира. На чемпионате мира 1934 года сыграл в матче со сборной Германии — Бельгия проиграла со счётом 2:5. Спустя четыре года принимал участие на чемпионате мира 1938 года, но на поле не выходил. Всего за сборную Бельгии сыграл 34 матча и забил 19 голов.

### Смерть
Скончался 20 февраля 1977 года в возрасте 63 лет.